# M69 (motorväg)

Lägeskarta.

M69 är en motorväg i Storbritannien som går mellan Leicester och Coventry. Detta är en lite kortare motorväg då dessa orter inte ligger speciellt långt ifrån varandra. Motorvägen binder dessutom ihop de två längre motorvägarna M1 och M6 i vardera änden. Motorvägen går också förbi Hinckley. Den är 25,3 kilometer lång.

## Avfarter
|  | Nr | Skyltning       |
|  |    | {{{skyltning}}} |
|  | 1  | {{{skyltning}}} |
|  | 2  | {{{skyltning}}} |
|  | 3  | {{{skyltning}}} |